# Ralf Kramp

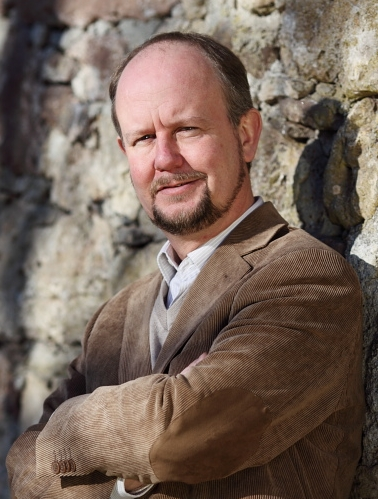
Ralf Kramp

Ralf Kramp (* 29. November 1963 in Euskirchen) ist ein deutscher Autor, Dramatiker, Karikaturist, Archivar, Moderator und Verleger.

## Leben
Ralf Kramp besuchte das Erzbischöfliche Konvikt in Bad Münstereifel. Nach dem Abitur machte er eine Ausbildung als Maler und machte sich später selbstständig. Als freier Karikaturist arbeitet er u. a. für den Kölner Stadt-Anzeiger und entwarf u. a. Wagen für den Kölner Rosenmontagszug.
1996 debütierte er mit dem Kriminalroman Tief unterm Laub. Seither erscheinen fast im jährlichen Rhythmus neue Bücher, hauptsächlich im seit 2002 von ihm geführten KBV-Verlag. Seine Krimis und Kurzgeschichten sind größtenteils in der Eifel angesiedelt. Seine Reihe um den kauzigen Ermittler Herbie Feldmann umfasst mehr als zehn Bände.
Kramp ist Mitglied im Syndikat (Vereinigung deutschsprachiger Kriminalschriftsteller).  Am 17. Mai 2003 verlieh die Vereinigung auf der Criminale in Westerburg (Westerwald) den Friedrich-Glauser-Preis an Jacques Berndorf. Als Eifeler Autorenkollege  überreichte Kramp ihm den Ehren-Glauser und hielt die Laudatio.
Zusammen mit seiner Frau Monika leitet Kramp das Kriminalhaus in Hillesheim, in dem sich auch das Deutsche Krimi-Archiv mit mehr als 30.000 Bänden befindet, die größte zusammenhängende Sammlung deutschsprachiger Kriminalliteratur.
Ralf Kramp hat zwei Söhne aus erster Ehe und lebt mit seiner Frau in Flesten in der Vulkaneifel.

## Werke

### Einzeltitel
- Tief unterm Laub. (1996) ISBN 978-3-934638-11-2
- Still und starr. (2000) ISBN 978-3-934638-51-8
- … denn sterben muss David. (2001) ISBN 978-3-934638-82-2
- Ein kaltes Haus. (2004) ISBN 978-3-937001-09-8
- Stimmen im Wald. (Jo Frings 1) (2010) ISBN 978-3-940077-43-1
- Strichweise eifelig. (Bildband Karikaturen aus dem Kölner Stadt-Anzeiger 1990–2011) (2011) ISBN 978-3-942446-36-5
- Totholz. (Jo Frings 2) (2015) ISBN 978-3-942446-44-0

#### Die Herbie-Feldmann-Krimis
- Spinner. (1997) ISBN 978-3-934638-25-9
- Rabenschwarz. (1998) ISBN 978-3-934638-35-8
- Der neunte Tod. (1999) ISBN 978-3-934638-44-0
- Malerische Morde. (2002) ISBN 978-3-934638-59-4
- Hart an der Grenze. (2003) ISBN 978-3-937001-00-5
- Totentänzer. (2006) ISBN 978-3-937001-62-3
- Abendlied. (2017) ISBN 978-3-95441-357-7
- Aus finsterem Himmel. (2018) ISBN 978-3-95649-835-0
- Mord mit Eifelblick. (2019) ISBN 978-3-95441-462-8
- Ein Grab für zwei. (2021) ISBN 978-3-95441-524-3
- Blaues Blut. (2023) ISBN 978-3-95441-611-0
- Lost Place Eifel. (2025) ISBN 978-3-95441-686-8

#### Bücher in Kollaboration
- Hotel Terminus. (Gemeinschaftsroman von Regula Venske, Silvia Kaffke, H.P. Karr, Edith Kneifl, Ralf Kramp, Christine Lehmann, Birgit H. Hölscher, Horst Eckert, Roger M. Fiedler, Peter Zeindler, Jürgen Alberts und Walter Wehner) (Aufbau) (2005)
- Eifeler Herd ist Goldes wert. (zus. mit Annette Hartmann) (2008)
- Mords-Weihnacht. (mit Monica Mirelli und Carsten Sebastian Henn) (2008) ISBN 978-3-940077-38-7
- Mords-Ostern. (mit Monica Mirelli und Carsten Sebastian Henn) (2009) ISBN 978-3-940077-57-8
- Mords-Muttertag. (mit Monica Mirelli und Carsten Sebastian Henn)(2010) ISBN 978-3-940077-81-3
- Mords-Geburtstag. (mit Monica Mirelli und Carsten Sebastian Henn) (2011) ISBN 978-3-942446-18-1
- Mords-Hochzeit. (mit Monica Mirelli und Carsten Sebastian Henn) (2013) ISBN 978-3-942446-88-4
- 8. (Kriminalroman, gem. mit Jürgen Kehrer, Sandra Lüpkes, Tatjana Kruse, Peter Godazgar, Sabine Trinkaus, Carsten Sebastian Henn und Kathrin Heinrichs) (2013) ISBN 978-3-942446-91-4
- Mords-Urlaub. (KBV) (2015) ISBN 978-3-95441-239-6 (zusammen mit Uwe Voehl und Carsten Sebastian Henn)
- Mords-Feste. (KBV) (2017) ISBN 978-3-95441-358-4 (zusammen mit Uwe Voehl und Carsten Sebastian Henn)
- Mords-Feste 2. (KBV) (2017) ISBN 978-3-95441-379-9 (zusammen mit Uwe Voehl und Carsten Sebastian Henn)
- Die Eifel-Gäng. (gem. mit Günter Hochgürtel und Manfred Lang) (2020) ISBN 978-3-95441-539-7
- Das kriminelle Kochbuch – Killer, Schnüffler und Rezepte. (gem. mit Ira Schneider und Carsten Sebastian Henn) (2021) ISBN 978-3-95441-545-8
- Grillen & Killen – Mörderische Storys und kriminell gute Rezepte. (gem. mit Ira Schneider und Carsten Sebastian Henn) (2022) ISBN 978-3-95441-606-6

#### Kurzgeschichtensammlungen
- Kurz vor Schluss. (Kurzkrimi-Sammlung) (2001) ISBN 978-3-934638-99-0
- Ein Viertelpfund Mord. (Kurzkrimi-Sammlung) (2003) ISBN 978-3-937001-38-8
- Nacht zusammen. (Kurzkrimi-Sammlung) (2008) ISBN 978-3-937001-89-0
- Voll ins Schwarze. (Kurzkrimi-Sammlung) (2010) ISBN 978-3-940077-95-0
- Eifel-Nacht. (Schauergeschichten) (2011) ISBN 978-3-942446-35-8
- Starker Abgang. (Kurzkrimi-Sammlung) (2012) ISBN 978-3-942446-59-4
- Mord und Totlach. (Kurzkrimi-Sammlung) (2014) ISBN 978-3-95441-196-2
- Ihr Mord, Mylord – Lord Merridew ermittelt. (2016) ISBN 978-3-95441-319-5
- So tot wie nie. (Kurzkrimi-Sammlung) (2017) ISBN 978-3-95441-483-3
- Kurz und kopflos. (Kurzkrimi-Sammlung) (2020) ISBN 978-3-95441-483-3
- Noch ein Mord, Mylord – Lord Merridew ermittelt wieder. (2021) ISBN 978-3-95441-565-6
- Tödlich währt am längsten. (2023) ISBN 978-3-95441-667-7

#### Kinderbücher
- Das schwarze Kleeblatt 1 – Wenn Goldfinger rauskommt. (Kinderkrimi) (2004) ISBN 978-3-937001-30-2
- Das schwarze Kleeblatt 2 – Drei geheimnisvolle Schlüssel. (Kinderkrimi) (2005) ISBN 978-3-937001-48-7
- Das schwarze Kleeblatt 3 – Der doppelte Professor. (Kinderkrimi) (2008) ISBN 978-3-940077-09-7
- Der blaue Knut. (Kinderbuch, Text und Illustrationen) (2009)
- Das schwarze Kleeblatt 4 – Dem Vulkanmagier auf der Spur. (Kinderkrimi) (2012) ISBN 978-3-940077-98-1

#### Theaterstücke
- Halbpension mit Leiche. (Deutscher Theaterverlag) (2019) (zusammen mit Peter Godazgar, Kathrin Heinrichs, Jürgen Kehrer, Carsten Sebastian Henn, Tatjana Kruse, Sandra Lüpkes, Sabine Trinkaus)
- Blitzeis.  (Deutscher Theaterverlag) (2019) (zusammen mit Carsten Sebastian Henn)
- Bares, Rares – und weg war es!  (Vertriebsstelle und Verlag Deutscher Bühnenschriftsteller und Bühnenkomponisten) (2021) (zusammen mit Peter Godazgar, Kathrin Heinrichs, Jürgen Kehrer, Carsten Sebastian Henn, Tatjana Kruse, Sandra Lüpkes, Sabine Trinkaus)
- Töte mich, wer kann!  (Vertriebsstelle und Verlag Deutscher Bühnenschriftsteller und Bühnenkomponisten) (2025)

### Sachbücher
- Gebrauchsanweisung für die Eifel. (Piper) (2025)

### Satiren
- 99 1/2 Orte in der Eifel ... um die Sie einen großen Bogen machen sollten. (2023) ISBN 978-3-95441-633-2

### Herausgaben
- Abendgrauen. (KBV) (gem. mit Manfred Lang) (1999)
- Der Ferienkrimi 2000. (Scherz) (2000)
- Abendgrauen 2. (KBV) (gem. mit Manfred Lang) (2001)
- Mord After Eight. (Scherz) (2001)
- Der Tod klopft an. (Grenz-Echo)(2001)
- Von Mord zu Mord. (Scherz) (2001)
- Der Ferienkrimi 2001. (Scherz) (2001)
- Der Tod tritt ein. (Grenz-Echo) (2002)
- Der Ferienkrimi 2002. (Scherz) (2002)
- Mit 66 Jahren, da fängt das Morden an. (Scherz) (2002)
- Frühling, Sommer, Herbst und Mord. (Grenz-Echo) (2003)
- Abendgrauen 3. (KBV) (gem. mit Manfred Lang) (2007)
- Mordlandschaften 6 – Nordeifel Mordeifel. (KBV) (2010)
- Tatort Eifel 3. (KBV) (2011)
- Tatort Eifel 4. (KBV) (2013)
- Schwarzer Tod. (KBV) (2014)
- Mordlandschaften 20 – Mörderisches Moseltal. (KBV) (2014)
- Tatort Eifel 5. (KBV) (2015)
- Tatort Eifel 6. (KBV) (2017)
- Tatort Eifel 7. (KBV) (2019)
- Das Campen ist des Mörders Lust. (KBV) (2020)
- Tatort Eifel 8 (KBV) (2022)
- Mördchen fürs Örtchen. (KBV) (unter dem Pseudonym W. C. Schüssel) (2023)
- Nordeifel Mordeifel 2. (KBV) (gem. mit Elke Pistor) (2024)

### Hörspiele
- Bruno (DRS, Schweizer Radio) (2011)
- Auf den Zahn gefühlt (DRS, Schweizer Radio) (2011)

### Hörbücher
- Tief unterm Laub. (gelesen von Stephan Benson) (Klein und Blechinger) (1997)
- Spinner. (gelesen von Kalle Pohl und Jürg Löw) (KBV) (2004)
- Rabenschwarz. (gelesen von Kalle Pohl und Jürg Löw) (KBV) (2005)
- Ein Viertelpfund Mord. (Autorenlesung) (KBV) (2005)
- Tief unterm Laub. (radioropa) (2006)
- Still und starr. (radioropa) (2006)
- Der neunte Tod. (gelesen von Kalle Pohl und Jürg Löw) (KBV) (2006)
- Kaffee – Eine coffeinhaltige Literaturmischung. (R. Kramp und andere) (O-Ton Prod.) (2007)
- Malerische Morde. (gelesen von Kalle Pohl und Jürg Löw) (KBV) (2007)
- Ganz schön tot. (Ralf Kramp und Jürgen Ehlers) (KBV) (2007)
- Tee – Ein anregender Aufguss zum Hören. (R. Kramp und andere) (O-Ton Prod.) (2007)
- Mordslust – Frauen morden anders. (R. Kramp und andere) (Der Hörverlag)
- Wenn Goldfinger rauskommt. (radioropa) (2008)
- Drei geheimnisvolle Schlüssel. (radioropa) (2008)
- Der doppelte Professor. (radioropa) (2008)
- Mords-Eifel. (R. Kramp und andere) (radioropa) (2009)
- Stimmen im Wald. (radioropa) (2010)
- Biergeschichten – Geschichten und Gedichte, frisch aus dem Brauhaus. (R. Kramp und andere) (O-Ton Prod.) (2011)
- Abendgrauen. (R. Kramp und andere) (Navarra) (2011)
- Das liebe Auto – Geschichten von Schüsseln und Flitzern. (R. Kramp und andere) (O-Ton Prod.) (2013)
- Totholz. (KBV) (2015)
- Im wahrsten Sinne des Mordes – Ralf Kramp liest bitterböse Geschichten. (KBV) (2018)
- Wie wär's denn mal mit Mord? – Ralf Kramp liest bitterböse Geschichten. (KBV) (2021)
- Drei Kopfschüsse für Aschenbrödel. (KBV) (2021)
- Noch ein Mord, Mylord – Lord Merridew ermittelt wieder. (KBV) (2021)
- Ihr Mord, Mylord. (KBV) (2022)

## Weitere Aktivitäten
- 2006–2011 Mitglied der Focus Online Mordkommission, die wöchentlich Krimi-Neuerscheinungen rezensierte.
- 2013 Initiator des Krimi-Camps, in dessen Rahmen sich acht deutsche Krimiautoren acht Tage lang in eine Villa im brandenburgischen Radekow zurückzogen und gemeinsam den Roman 8 verfassten.
- 2013 und 2014 war Kramp zusammen mit Eva Lirot und Hughes Schlueter der Autor des offiziellen ARD Online-Krimis der Frankfurter Buchmesse.
- Bei verschiedenen Krimifestivals (Criminale, Mord am Hellweg, Gießener Krimifestival, Nordeifel Mordeifel[5]) moderiert er Gala- und Krimi-Veranstaltungen.
- Seit 2000 Mit-Organisator des Festivals Tatort Eifel
- Seit 2012 Mit-Organisator des Festivals Nordeifel Mordeifel
- Seit 2020 Mit-Organisator der Hillesheimer Krimitage

## Auszeichnungen
- 1996 Förderpreis im Rahmen des Eifel-Literatur-Festivals „in Würdigung seines historischen Assoziationsreichtums und seiner schlüssigen Konstruktion“
- 2002 Kulturpreis des Kreises Euskirchen[6]
- 2010 Herzogenrather Handschelle für seine mörderischen Kurzgeschichten[7]
- 2022 Horst-Konejung-Preis (gemeinsam mit seiner Frau Monika Kramp)
- 2023 Glauser Ehrenpreis – Auszeichnung für besondere Verdienste[8]